# Квон Ён Гук
Квон Ён Гук (кор. 권영국; род. 15 августа 1963 года, Тхэбэк, Канвондо, Республика Корея) — южнокорейский юрист, инженер и политический деятель, председатель левой «Демократической рабочей партии» (с 2024 года).

## Биография

### Ранние годы
Окончил Техническую среднюю школу Пхохан Чечхоль в Пхохане. Затем обучался в инженерном колледже Сеульского национального университета на факультете металлургического машиностроения, где получил степень бакалавра. После окончания колледжа он присоединился к Poongsan Group, работая на фабрике в качестве инженера. Конфликтовал с руководством из-за попытки создания профсоюза. Позднее Квон окончил магистратуру в Университете Токусимы, Япония и в 1999 году сдал экзамен на юриста. В дальнейшем работал юристом в сфере прав человека и трудового права, за что получил прозвище «Уличный юрист».

### Политическая карьера
В преддверии парламентских выборов 2004 году, в числе других 89 юристов, подписал декларацию в поддержку «Демократической рабочей партии».
В конце 2015 года, почувствовав ограниченность социальных реформ посредством закона, он взял на себя роль председателя учредительного комитета «Гражданской революционной партии». Осудил решение Верховного суда о роспуске «Объединённой прогрессивной партии». В октябре 2019 года вступил в «Партию справедливости».
Трижды участвовал в парламентских выборах, но так и не был избран: в 2016 году — как независимый кандидат, получив 15,90 % голосов, в 2020 году — как кандидат от «Партии справедливости», получив 11,57 % голосов и в 2024 году — как кандидат от «Партии зелёной справедливости», получив 2,14 % голосов.
После провала партии на выборах 2024 года, руководство ушло в отставку, и Квон Ён Гук выдвинул свою кандидатуру на выборах руководства «Партии справедливости». Он был легко избран председателем с одобрением в 93,2 % как единственный кандидат.
В ночь на 3 декабря 2024 года, когда президент Юн Сок Ёль ввёл военное положение, Квон издал чрезвычайную повестку для членов партии и провёл экстренный митинг перед Национальным собранием, где выступил с речью, требуя от правительства Юн Сок Ёля немедленно отменить военное положение.
После импичмента Юн Сок Ёля на 3 июня 2025 года были назначены досрочные президентские выборы. «Партия справедливости», «Зелёная партия», «Трудовая партия» и несколько профсоюзов договорились учредить «Конференцию солидарности за социальные преобразования» и провести открытые праймериз для выдвижения единого кандидата. Квон Ён Гук выдвинул свою кандидатуру 14 апреля и в итоге получил поддержку 70,47 % проголосовавших, став единым кандидатом от Конференции. 5 мая «Партия справедливости» на период президентской кампании сменила своё название на «Демократическую рабочую партию». В своей предвыборной кампании Квон обещал гарантировать права 15 миллионам нестабильным, бесправным и низкооплачиваемым работникам, которые были обделены вниманием государства, добиться перераспределения богатства, создать систему бесплатной медицинской помощи, бесплатного сестринского ухода и бесплатного образования вплоть до университета, принять всеобъемлющий антидискриминационный закон для защиты женщин и меньшинств, увеличить использование возобновляемых источников энергии, увеличить количество единиц экологичного государственного арендного жилья до 3 миллионов, реформировать экономическую структуру крупных корпораций, закрепить продовольственный суверенитет в Конституции, открыть свободное передвижения между Югом и Севером, включить в преамбулу Конституции слова о демократическом духе 18 мая, а также осуществить политическую реформу, введя систему голосования по второму туру и систему полностью пропорционального представительства.